# Antoni Franciszek Sotkiewicz
Antoni Franciszek Ksawery Sotkiewicz (ur. 12 stycznia 1826, zm. 4 maja 1901) – duchowny rzymskokatolicki, administrator archidiecezji warszawskiej w latach 1872–1883, biskup diecezjalny sandomierski w latach 1883–1901.

## Życiorys
Urodził się 12 stycznia 1826 w Bardzie. Uczył się w gimnazjum kieleckim. Studiował w Seminarium Duchownym w Sandomierzu, a w latach 1846–1850 w Akademii Duchownej w Warszawie, gdzie uzyskał stopień kandydata teologii. 29 lipca 1849 otrzymał święcenia diakonatu, a 5 sierpnia 1849 biskup Józef Goldtmann wyświęcił go w Sandomierzu na prezbitera.
Następnie był proboszczem w Zbelutce i Słupi Nowej, pełnił też funkcję asesora konsystorza. Został profesorem sandomierskiego seminarium duchownego i warszawskiej Akademii Duchownej. Otrzymał godność kanonika warszawskiego. Będąc wikariuszem generalnym, w okresie od 4 października 1872 do 16 czerwca 1883 zarządzał archidiecezją warszawską w zastępstwie nieobecnego arcybiskupa metropolity Zygmunta Szczęsnego Felińskiego. Był redaktorem „Przeglądu Katolickiego”.
15 marca 1883 papież Leon XIII mianował go biskupem diecezjalnym diecezji sandomierskiej. Sakrę biskupią otrzymał 20 maja 1883 w Petersburgu. Konsekrował go arcybiskup warszawski Wincenty Popiel, w asyście Karola Hryniewieckiego, biskupa diecezjalnego wileńskiego, i Szymona Marcina Kozłowskiego, biskupa diecezjalnego łucko-żytomierskiego. Ingres do katedry sandomierskiej odbył 24 czerwca 1883. Zabiegał o wyrabianie posłuszeństwa wśród duchownych, wspomagał rozwijanie działalności zakonów bezhabitowych, przeprowadził renowację kościoła katedralnego.
W 1897 udzielił sakry biskupowi diecezjalnemu wileńskiemu Stefanowi Aleksandrowi Zwierowiczowi.
Zmarł 4 maja 1901. Został pochowany w podziemiach katedry sandomierskiej.